# Thelenota
Thelenota is een geslacht van zeekomkommers uit de familie Stichopodidae. De thelenota zijn opvallende, grote zeekomkommers met een dik integumentum en grote huidpapillen. De afgeplatte onderzijde (het trivium) bevat talrijke buisvoetjes.

## Soorten
Er zijn drie soorten beschreven.
- Thelenota ananas (Jaeger, 1833)
- Thelenota anax H.L. Clark, 1921
- Thelenota rubralineata Massin & Lane, 1991